# The Wedding Album
Duran Duran (более известен как The Wedding Album) — седьмой студийный альбом британской нью-вейв группы Duran Duran, выпущенный 23 февраля 1993 года. Своё неофициальное название — «свадебного», пластинка получила по обложке, на которой запечатлены брачующиеся родители музыкантов.

## Об альбоме
Композиции в альбоме представлены в достаточно разных музыкальных стилях, но в то же время они имеют типичное для поп-музыки начала 1990-х годов звучание — от танцевального (хаус), с которым группа уже экспериментировала в альбомах Big Thing (1988) и Liberty (1990), до R'n'B, альтернативного рока, поп-рока этериал-вейва и латиноамериканской музыки, чьё влияние можно услышать в песне «Breath After Breath». По инициативе Уоррена Куккурулло для работы над ней в группу был приглашён бразильский музыкант — Милтон Нашименто.

### Запись
Запись альбома была начата в первой половине 1991 года, вскоре после ухода из группы барабанщика Стерлинга Кэмпбела (позднее он начал играть с Синди Лопер и Дэвидом Боуи) и завершена к концу 1992 года перед предстоящим релизом на Capitol Records в США. В пост-продакшине альбома принимали участие Френк Заппа и Лу Рид.

### Выход альбома
В первой половине 1990-х звукозаписывающая индустрия (в особенности Capitol Records в США) относились к Duran Duran как коллективу, который исчерпал себя ещё в середине 1980-х, когда альбомы Notorious (1986), Big Thing (1988) и Liberty (1990) не получили былой огласки и имели как очень скудные уровни продаж, так и позиции в чартах. В связи с этим новый менеджмент группы — компания Left Bank — был сильно огорчён тем, что представители крупных звукозаписывающих компаний тянут с выходом нового релиза группы.
Позднее в интервью музыкальному изданию HitQuarters менеджер Томми Манци рассказал, что такая реакция была обусловлена тем, что звукозаписывающие лейблы не были заинтересованы в восстановлении популярности старых исполнителей. Их интерес был ориентирован на раскрутку новых поп-исполнителей, нежели на изжившую себя группу. Кроме этого, они не воспринимали всерьёз Left Bank, которая пыталась сделать вновь популярными не только Duran Duran, но и ряд других исполнителей.
Альбом вышел 23 февраля 1993 года и имел коммерческий успех по обе стороны Атлантики, достигнув мультиплатинового статуса в США и Канаде, поднявшись до 4-й строчки в Великобритании и до 7-го в США. Такие синглы, как «Ordinary World» и «Come Undone» быстро стали хитами, сумев доказать критикам, давно списавшим Duran Duran со счетов, что этот коллектив — больше, чем просто подростковая поп-группа из 1980-х.

## Список композиций
1. «Too Much Information» — 4:56
2. «Ordinary World» — 5:39
3. «Love Voodoo» — 4:58
4. «Drowning Man» — 5:15
5. «Shotgun» (инструментальная композиция) — 0:54
6. «Come Undone» — 4:38
7. «Breath After Breath» (дуэт с Милтоном Нашименто) — 4:58
8. «UMF» — 5:33
9. «Femme Fatale» (кавер-версия The Velvet Underground) — 4:21
10. «None of the Above» — 5:19
11. «Shelter» — 4:25
12. «To Whom it May Concern» — 4:24
13. «Sin of the City» — 7:14

## Музыканты

### Duran Duran
- Саймон Ле Бон — вокал, бэк-вокал и тексты
- Ник Роудс — клавишные, бас («Come Undone»)
- Джон Тейлор — бас-гитара
- Уоррен Куккурулло — гитара, акустическая гитара («Ordinary World»)

### Сессионные музыканты
- Milton Nascimento — вокал («Breath After Breath»)
- Ламия — бэк-вокал («Love Voodoo»)
- Тесса Найлз — бэк-вокал («Come Undone»)
- Каррен Хендрикс и Джек Меригг — семплы вокала («Drowning Man»)
- Джон Джонс — клавишные
- Ди Лонг — клавишные («Shelter»)
- Стив Ферроне — ударные («Too Much Information» и «Ordinary World») и перкуссия («Femme Fatale»)
- Винни Коллаюта — ударные («Breath After Breath»)
- Фергус Жерар — ударные
- Боско — перкуссия («Breath After Breath»)